# 索樂文
索乐文（英語：Richard Harvey Solomon，1937年6月19日—2017年3月13日），美国政治家和外交家。兰德公司高级研究员。早年就学于美国麻省理工学院。后进入美国国家安全委员会负责协调美国亚洲事务。1976年进入兰德公司。1989年至1992年担任東亞暨太平洋事務助卿。1992年至1993年担任美国驻菲律宾大使。2012年成为兰德公司高级研究员。